# Giant Robot
Giant Robot es el segundo álbum de estudio del guitarrista Buckethead, tratando de seguir el mismo camino que su álbum pasado Bucketheadland. Este álbum fue lanzado solamente en el mercado japonés y en él aparecen artistas como Iggy Pop y Bill Moseley.

La razón por la cual la canción "Binge and Grab" está siendo notada como una "versión instrumental", es porque la canción es originalmente de la banda Deli Creeps, pero pese a que no hay ningún sello disquero que respalde la versión de Deli Creeps hay muchas versiones que pueden ser encontrados en grabaciones y shows en vivo.
La canción "Pure Imagination" presenta un mensaje de introducción que suena como el personaje de Richard Pryor, Mudbone.
La portada presenta la sombra de un robot gigante (como lo sugiere el título del álbum), el cual empieza a reproducir la música del álbum.

## Canciones
1. Doomrider – 0:57
2. Welcome to Bucketheadland – 3:42
3. I Come in Peace – 6:03
4. Buckethead's Toy Store – 8:02
5. Want Some Slaw? – 4:30
6. Warweb – 3:06
7. Aquabot – 5:57
8. Binge and Grab (Versión instrumental) – 5:17
9. Pure Imagination – 1:49
10. Buckethead's Chamber of Horrors – 4:49
11. Onions Unleashed – 2:20
12. Chicken – 1:07
13. I Love My Parents – 4:13
14. Buckethead's TV Show – 3:18
15. Robot Transmission – 2:59
16. Pirate's Life for Me – 1:01
17. Post Office Buddy – 6:40
18. Star Wars – 1:54
19. Last Train to Bucketheadland – 5:47

## Créditos
- Producido por Bill Laswell

- Grabado en Greenpoint Studio

- Masterizado por Howie Weinberg

- Tecnología de Percusión por Artie Smith

- Diseño del folleto incluido en el CD por Stephen Walker

- Fotografía por Mike Belongie

- Ted Parsons, que aparece por cortesía del sello Epic Records. Iggy Pop, que aparece por cortesía del sello Virgin Records.

- Datos: Q2556237